# ジョン・ローレンス・シーゲンソーラー
ジョン・ローレンス・シーゲンソーラー（John Lawrence Seigenthaler、英語発音: [ˈsiːɡənθɔːlər]、1927年7月27日 - 2014年7月11日）は、アメリカ合衆国のジャーナリスト、著述家。政治活動にも参加した。彼は米国憲法修正第1条の擁護者としても知られていた。発音は他に「ジョン・シーゲンセラー」、「ジョン・シーゲンセイラー」とも言う。
シーゲンソーラーは1949年に地元テネシー州ナッシュビルの新聞社『テネシアン』(The Tennessean ) に入社し、1960年の退社後、ロバート・ケネディ司法長官の補佐官に就任した。1962年にはテネシアンに編集者として復帰し、1973年には発行者、1982年には会長に就任し、1991年に会長職を辞職した後、名誉会長の地位に就任した。1982年から1991年にかけては、自らが発起人となった『USAトゥディ』紙の論説主幹を務めた。またこの頃、アメリカ新聞編集者協会の重役となり、1988年から1999年、会長に就任した。

## 生い立ち
シーゲンソーラーはテネシー州ナッシュビルに8人きょうだいの最年長の長男として生まれた。ファーザー・ライアン高等学校に進学し、1946年から1949年、アメリカ空軍に軍曹として勤務した。退役後テネシアンに入社し、在職中にピーボディ大学(現在ヴァンダービルト大学の一部となっている)で社会学と文学を学んだ。またコロンビア大学にも進学し、出版について学んだ。

## 経歴

### ジャーナリズム
シーゲンソーラーは叔父のすすめもあり、『テネシアン』の地元記事編集室で警察番記者としてジャーナリズムの経歴を開始した。シーゲンソーラーは後に著名なジャーナリストとなるデイヴィッド・ハルバースタムやトム・ウイッカーなどと次第に激しいライバル関係となっていった。

### バンティン失踪事件
シーゲンソーラーは1953年11月にトーマス・C・バンティン（現在ではトーマス・D・パーマーの名で知られる）と彼の妻にインタビューし、初めてジャーナリストとして脚光を浴びた。バンティンはナッシュビルの裕福な実業家の息子で、1931年9月に突然失踪し、行方不明となっていた（彼の秘書もその6週間後に失踪している）。バンティンがテキサス州ローン・スターのどこかに生存しているとの噂が囁かれるようになったのを受け、テネシアン紙はシーゲンソーラーを現地に派遣した。調査は何度となく行き詰まりをみせたが、ある日シーゲンソーラーはテキサス州オレンジでバスを降りる老人をみかけた。その老人が特徴ある左耳をしていたのに気付いたシーゲンソーラーは、老人のあとをつけて家を突き止めようと試みた。3日間の調査ののち、ついに老人が家に帰ったところをおさえ、バンティンとその妻ベティー・マカディーおよび、6人の子供がそこにいることを確認した。シーゲンソーラーはこの記事により全米新聞記者賞を受賞した。

### 自殺志願者を救う
バンティン失踪事件の記事から1年未満の1954年10月5日、シーゲンソーラーはナッシュビルのシェルビー橋から飛び降り自殺しようとした男性を助け、再び全米でニュースとなった。ジーン・ブラッドフォード・ウィリアムズという男が『テネシアン』紙編集部に電話で自殺を予告し、ニュースにしたいのなら記者とカメラマンを派遣するよう伝えてきた。シーゲンソーラーはウィリアムズと40分間にわたって話したのち、ウィリアムズが約30メートルの高さから飛び降りようとした瞬間をとらえて彼の襟首をつかみ、シーゲンソーラーと警察はカンバーランド川への落下を防ぎ命を助けた。ウィリアムズはこのときシーゲンソーラーに向かって、「あなたを絶対に許さない」とつぶやいたという [1]。2014年4月29日、この橋はジョン・シーゲンソーラー歩道橋と改名された。

### 国際トラック運転手組合の不正との戦い
1956年7月、シーゲンソーラーは国際トラック運転手組合（International Brotherhood of Teamsters, アメリカ最大のトラック運転手労働組合）のある地方部会が行っていた不正に対し、戦いを挑んだ。この地方部会は、組合員の運転手に犯罪者がいるのを知りながらこれを雇い続け、このことを外部に漏らさないよう脅迫行為を行っていた疑いがあった。組合の幹部であるデイヴ・ベックとジミー・ホッファに接触したシーゲンソーラーだったが、二人は嫌疑に対して無知を装った。この一件は結局、シーゲンソーラーの一連の記事に動かされたチャタヌーガ刑事裁判所判事が告発する事態に至った。
1958年、シーゲンソーラーはハーバード大学の著名なニーマン・フェロウシップのプログラムに参加するためテネシアンより1年のサバティカルを与えられた。テネシアンに復帰後、シーゲンソーラーは地元記事編集アシスタントおよび特命記者となった。

### ロバート・ケネディの補佐官に
『テネシアン』紙発行人のシリマン・エヴァンズ・ジュニアの方針に不満がつのっていたシーゲンソーラーは、1960年、『テネシアン』紙を辞職することを決意し、新任のロバート・ケネディ司法長官の補佐官に就任した。1961年4月21日にケネディがマーティン・ルーサー・キング牧師と会見した際、ケネディ以外ではただ一人の司法省スタッフとして会見に立ち合ったのがシーゲンソーラーだった。
また、1961年にフリーダムライドが起こった際には、公民権担当司法次官補のジョン・ドアの補佐を務め、政府の主任折衝担当者としてアラバマ州知事ジョン・マルコム・パターソンと協力しようと試みた。パターソンは数日間電話の応対を拒否したが、ついにライダースの保護に同意した。しかし1961年5月20日、ライダースがモンゴメリーに到着すると州警察はいなくなり、待ち構えていた白人暴動者の群集の前にライダースを晒し者にした。
シーゲンソーラーは1ブロック向こうで暴動者達に追い掛けられていたフリーダム・ライダーのスーザンウィルバーを急いで救出に向かった。シーゲンソーラーは彼女を車に押し込み、「下がれ。私は連邦政府の者だ」と叫んだ。しかしパイプで左耳の後ろを殴られ、10分後に警察が到着するまで意識を失ったままだった。モンゴメリー警察署長のレスター・B・サリヴァンは「私たちはトラブルメイカー達が町にやって来るのを保護するつもりはない」と語った。

### テネシアン紙への復帰
1961年7月29日、シリマン・エヴァンズ・ジュニアが心臓発作で急死したことをきっかけに、シーゲンソーラーの政府でのキャリアは終わりを告げることとなる。テネシアン紙で長年にわたり記者として活躍したジョン・ナイが一時的に発行人を継いだのち、1962年3月20日、新たにエヴァンズの兄弟であるエイモン・カーター・エヴァンズが発行人に就任した。
新任のエヴァンズにとって最初に成すべきことは、シーゲンソーラーを編集人として呼び戻すことだった。シーゲンソーラーは地元記事編集アシスタント、エヴァンズはジャーナリストをめざして2人は共に作業した。一説によると、この頃2人は一度だけ喧嘩になりそうだったことがある。
1962年3月21日、エヴァンズはシーゲンソーラーを『テネシアン』紙の編集者に任命した。この新しい編成により、刷新された『テネシアン』紙は、これをきっかけに急速にその名声を高めていった。特に1962年8月の民主党予備選挙では、不在者投票にからんだ不正行為の証拠となる文書が発見されたことを報じ、有名となった[2]。
シーゲンソーラーのケネディとの友情はジミー・ホッファによる陪審員買収裁判の焦点の1つとなった。テネシアンの記事を「一方的な中傷」とし、ホッファの弁護士はシーゲンソーラーが個人的にホッファを有罪に仕立て上げようとしていると批判した。しかしシーゲンソーラーはジャーナリストとして感情に任せた記事を書いたことはないと語った。ホッファの弁護士は勝訴を目論みナッシュビルからチャタヌーガに裁判地を変更し、1964年の45日におよぶ裁判でホッファは有罪を逃れた。
翌年、『テネシアン』の記者のビル・コヴァックの特権を無効にするある決議が通った後、シーゲンソーラーはテネシー州上院会議での騒動を牽引した。コヴァックが後に非公開会議と呼ばれるようになる委員会の傍聴席を離れることを拒んだことからこれが起きた。
1966年12月、シーゲンソーラーとリチャード・N・グッドウインは歴史家のウイリアム・マンチェスターによるケネディ大統領暗殺事件に関する著書『The Death of a President 』についての批判が高まり、ケネディ家の代理人を務めた。シーゲンソーラーはジャクリーン・ケネディが不正確でプライベートの侵害であるとして訴えた初期の版を読んでいた。
1968年アメリカ合衆国大統領選挙ではテネシアンでの職務を一時的に離れ、民主党大統領候補として出馬したロバート・ケネディのもとで働いた。この期間、シーゲンソーラーはジャーナリストとして『ニューヨーク・タイムズ』紙に「数少ない信頼できる人の1人。ケネディこそがその人である」と記した。カリフォルニア予備選の勝利の後、1968年7月6日7月6日にケネディが凶弾に倒れた。葬儀で彼の棺を担ぎ、後にシーゲンソーラーは、『名誉ある告白：ロバート・ケネディに捧ぐ』(ISBN 0385471270) の編者の一人に名を連ねた。
60年代のシーゲンソーラーはこの他に公民権運動への注目に精力を傾け、1969年にはテネシー州のジョセフ・ドゥリック司教がすすめていた人種差別撤廃運動を支援していた。
『ザ・ニューヨーカー』誌はシーゲンソーラーについて「民主党と強い繋がりがある」と記した。ケネディ家と「家族ぐるみの付き合い」があり、ゴア家と「長年の家族ぐるみの付き合い」があり、元民主党上院議員のジム・セザーとも友人である。

### アル・ゴアの政界進出
1976年、アル・ゴアの政界進出をすすめたシーゲンソーラーは、テネシー州選出下院議員が次の選挙で立候補しないことをゴアに告げた。1981年、シーゲンソーラーはセザー議員に民主党の「進歩的伝統」への回帰を促した。「私は彼にレーガンは素晴らしい進歩を遂げると言い続けた」。1984年、レーガンの再選チームはシーゲンソーラーが進歩的過ぎるとしてディベート・パネリストに就くことを拒否した。

### テネシアン
1973年2月、エイモン・カーター・エヴァンズがテネシアン社の社長となり、シーゲンソーラーは出版者に昇格した。
出版者時代、当時記者であったアル・ゴアと同僚であり、1970年代初頭のナッシュビル市議会の汚職について共に調査した。1976年2月、ゴアの自宅を訪れたシーゲンソーラーは、テネシー州選出下院議員ジョー・エーヴィンスが次の選挙で立候補しないことをゴアに告げ、ゴアに「私が何を考えているかわかるだろう」と語った。これ以前にシーゲンソーラーはゴアに政界進出を検討するようすすめていたのだ。ゴアはテネシアン社を辞め、ヴァンダービルト大学ロースクールも中退することを決意する。その後、父であるアルバート・ゴア・シニアが議席を占めていたテネシー州第4区から立候補したゴアは、政治家への道を歩むこととなった。

### FBIとの戦い
1976年5月5日、シーゲンソーセラーはテネシアン紙の原稿管理編集者ジャック・スラウジを解雇した。約10年間にわたりスラウジがFBIへの情報提供者だったことが、上院中小企業・企業家委員会のエネルギー・環境委員会の前で原子力の安全性の調査について証言した後明るみに出たからである。カレン・シルクウッドの批判本を執筆していたスラウジは原子力批判に関する1,000ページにおよぶFBI資料を詳細に調べた。その後の証言で、FBIのロウレンス・J・オルソン・シニアは事務局がスラウジと「特別な関係」を持っていたことを知った。『テネシアン』の記者達はスラウジのクーデター疑惑は彼女の入社数ヶ月後から起きていたことに気付いた。これには深夜の違法賭博や地元企業の詐欺行為の取り締まりのようなものも含まれていた。
その後FBIはシーゲンソーラーについての噂を聞き集めた。FBI副長官補のホーマー・ボイントンが、「（シーゲンソーラーは）完全に潔白というわけではない」から「彼を調査するよう」『ニューヨーク・タイムズ』紙編集者に指示したことを知ったシーゲンソーラーは、1年かけてFBIの持っている自分の調査ファイルを入手しようと奔走した。大幅に削除修正が加えられた調査ファイルをついに受け取ったシーゲンソーラーは、そこに「若い女性達との間に不道徳な関係を結んでいる疑惑あり。匿名の情報提供者からの情報」などと書かれているのを発見した。シーゲンソーラーは「FBIから提供されたものは何であれ公にする」と公言していたので、この時もこのファイルの内容を公表したが、疑惑については端的に否定した。後に司法長官はこれについて陳謝し、疑惑に関する記述はファイルから削除された。その「公表への勇気」を讃え、1976年度シドニー・ヒルマン賞 (Sidney Hillman Prize) はシーゲンソーラーに贈られた [3]。
1982年5月、シーゲンソーラーは『USAトゥディ』紙の論説主幹に任命された。この告知の際、ガーネット社の社長アル・ニュウハースはシーゲンソーラーに関して「アメリカで最も思慮深く、尊敬されている編集者の1人」と評した。『USAトゥディ』紙に就任中、彼は『テネシアン』紙と両立させるためナッシュビルとワシントンD.C.を頻繁に往復していた。
1983年の作家ピーター・マーズの著書『Marie: A True Story 』の出版により、元テネシー州知事レイ・ブラントンを巡る赦免スキャンダルの調査でシーゲンソーラーは再度監視されることとなった。マリー・ラジアンティはテネシー州仮釈放庁長を務めていたが、ブラントンの側近に賄賂を渡した受刑者の釈放を断ったため解雇された。『テネシアン』はブラントンを支持しており、当初不本意ながら調査を始め、この容疑には疑問が浮かんだ。編集者および記者達はラジアンティの主張する、ブラントンの主任顧問であるT・エドワード・シスクとの不倫の上の破局が彼女を駆り立てたのだと考えた。

## 後半生
1986年、ミドルテネシー州立大学は、「言論の自由の価値に対する長年にわたる貢献」を讃え、「ジョン・シーゲンソーラー記念憲法第1修正研究教授職」(John Seigenthaler Chair of Excellence in First Amendment Studies) を設置した。
3年後、シーテンソーラーは巡回裁判所判事のギルバート・S・メリットから幼馴染でナッシュヴィル=デイヴィッドソン郡保安官であるラフィエット・"フェイト"・トーマスが政府汚職のFBIによるおとり捜査のターゲットとなっていることを伝えられたとして、再度FBIの議論に巻き込まれた。シーゲンソーラーは罪に問われなかったが、トーマスは後に郵便詐欺、政府所有物の盗用、脱税の罪で懲役5年となった。結果的に有罪判決となったが、トーマスの策略によりFBIによる調査は長期間におよんだ。
『USAトゥデイ』での任期を考慮していると発表した数ヶ月後の1991年12月、シーゲンソーラーは『テネシアン』を退社することを発表した。
1991年12月15日にはヴァンダービルト大学に「憲法修正第1条センター」を設立し、「ヴァンダービルト大学にこの施設を建てることが夢だった。この民主主義社会でこの施設が必要であることへの理解と施設への感謝が増すであろう」と語った。この施設は言論の自由、出版の自由、宗教の自由を含む憲法修正第1条について語り合うフォーラムとして使用される。
1996年、シーゲンセラーはイライジャ・ペリッシュ・ラヴジョイ賞、コルビー大学から名誉法学博士号を受賞した。
2001年には、2000年アメリカ合衆国大統領選挙の反省を踏まえて設立された連邦選挙制度改革委員会 (National Commission on Federal Election Reform) の委員に選ばれた。また彼は、アメリカ同時多発テロ事件を受けて設置された「自由と安全に関する憲法プロジェクト」 (Constitution Project on Liberty and Security) のメンバーでもあった。
2002年、『USAトゥデイ』記者ジャック・ケリーが複数の記事を捏造したことが発覚し、『USAトゥデイ』はシーゲンソーラーにベテラン編集者のビル・ヒラードおよびビル・コヴァックと共に調査を監視することを依頼した。
2002年、ヴァンダービルト大学はフリーダム・フォーラム、ファースト・アメンドメント・センター(憲法修正第1条センター)、ディヴァーシティ・インスティチュートを有する57,000平方フィート(5,300m2)の建物をジョン・シーゲンソーラー・センターと改名した。『USAトゥデイ』およびフリーダム・フォーラムを創立したアル・ニュウハースはシーゲンソーラーについて「憲法修正第1条の最高推進者」と評した。
2014年4月、彼の功績を称え、シェルビー橋はジョン・シーゲンソーラー歩道橋と改名された。
シーゲンソーラーはナッシュビルの公共放送局WNPTが放映している書評番組「ワード・オン・ワーズ」(A Word on Words) にホストとして出演していた。その他には、ジョン・F・ケネディ図書館基金の「勇気の人賞」(Profiles in Courage Award) 選考委員および、ロバート・ケネディ記念財団の「ロバート・ケネディ出版賞」(Robert Kennedy Book Award) 選考委員を務めていた。
シーゲンソーラーはジャーナリストとしての長いキャリアのなかで、幾度となく生命の危険に晒されている。1991年には拳銃を持った男につけねらわれる事件が発生し、1995年にはある兄弟によって誘拐事件が企てられた。この際には警察がシーゲンソーラーの自宅を警護する事態にまで発展し、その兄弟の自宅からは爆弾や爆薬が発見された [4]。

### ウィキペディア論争
2005年5月、インターネット上の百科事典「英語版ウィキペディア」に匿名のユーザーにより5文のシーゲンソーラーの誤った経歴および中傷が投稿された。9月、シーゲンソーラーはウィキペディアと連絡をとり、これらは削除された。彼は後に『USAトゥデイ』にOp-edとしてこれについて「私たちは世界中と繋がり、調べ物ができる驚異的な機会を得て新しいメディアの世界に生きているが、中傷を行う荒らしが生息している。連邦議会は彼らの行動を可能にし、保護してきた」と記し、新聞やテレビのようなメディアがコントロールされているのに対し、インターネット・プロバイダーは連邦法で守られているとする通信品位法230条に言及した。
この後、英語版ウィキペディアは未登録のユーザーは新しいページを作成することを認めない、存命人物の伝記の指針など新たな規制を設けた。

## 私生活
1955年に結婚したドロアズ・ワトソンとの間に生まれた子に、NBCニュースでアンカーを務めるジョン・マイケル・シーゲンソーラーがいる。兄のトーマス・シーゲンソーラーは広告企業「シーゲンソーラー･パブリック･リレーションズ」の創業者として知られている。

### 逝去
2014年7月11日、シーゲンソーラーは大腸癌の合併症により、自宅で家族が見守る中86歳で亡くなった。

## 主要著作
- Seigenthaler, John, A Search for Justice, Aurora Publishers, 1971 (ISBN 0876950039).
- Seigenthaler, John, The Year of the Scandal Called Watergate, New York: Times Books, 1974 (ISBN 0914636014).
- Seigenthaler, John, James K. Polk: 1845-1849, The American Presidents Series, New York: Times Books, 2004 (ISBN 0805069429).